# De drie bruiden
De drie bruiden is een tekening van de Nederlandse kunstschilder Jan Toorop, gemaakt in 1893, krijt, potlood en houtskool op papier, 78 x 98 centimeter groot. Het is een uitbeelding van drie bruiden die staan voor verschillende aspecten van de vrouw en geldt als een van de eerste echt symbolistische werken in de Nederlandse schilderkunst. Onmiskenbaar is ook de invloed van de toentertijd opkomende jugendstil en art nouveau. In 1893 werd de tekening geëxposeerd bij de Nederlandsche Etsclub en aangekocht door de kunsthandel Van Wisselingh. Helene Kröller-Müller kocht het in 1919 op een veiling en thans bevindt het zich nog altijd in de collectie van het Kröller-Müller Museum te Otterlo.

## Context
Jan Toorop was in de jaren 1890 een der eerste kunstschilders in Nederland die onomwonden koos voor de toen opkomende stroming van het symbolisme, mede onder invloed van zijn contacten met aan het Belgische genootschap Les Vingt gelieerde kunstschilders als Fernand Khnopff en James Ensor. Het dualisme tussen de seksen vormde daarbij een centraal thema voor hem. De neoplatoonse opvattingen rond de tegenstelling man-vrouw vonden in de negentiende eeuw opnieuw weerklank door de filosofische theorieën van Nietzsche. In zijn algemeenheid werd de man als de scheppende kracht beschouwd, zowel in de kunst als in het maatschappelijke leven. In emotioneel opzicht werd de man echter als minder ontwikkeld gezien en had hij de vrouw nodig, ook als muze, zeker wanneer hij kunstenaar was. De vrouw werd geacht degene te zijn die vanuit rein denken en zachtmoedigheid eerder kon komen tot vergeestelijking, zo was de gedachte. Door haar positie had ze echter ook een bepaalde macht en vormde ze evenzeer ook een bedreiging voor de man.
Toorop werd door dit soort ideeën beïnvloed en voegde door zijn bijzondere vrouwbeeld een nieuw thema toe aan de beeldende kunst in het Nederland van het fin de siècle. De drie bruiden is daarvan een typerend voorbeeld.

## Afbeelding

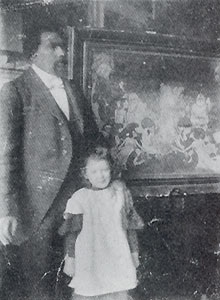
Toorop en zijn dochter Charley poseren bij De drie bruiden, 1895.

De drie bruiden valt direct op door haar beperkte kleurschakering: de diverse elementen zijn worden gecombineerd door enkel wittinten, matzwart en verscheidene roestbruine kleuren. Het tafereel is sterk symmetrisch opgezet, bijna als de choreografie van een balletscène: de drie vrouwelijke hoofdpersonen staan evenwichtig verdeeld in het middenvlak, omgeven door een grote groep halfnaakte nimf-achtige vrouwen. Links zien we een paar nonnen. Op de achtergrond zijn een reeks figuren uitgewerkt in een identieke repeterende vorm, als houtsneden, welhaast met een hypnotiserend effect.
Het mystieke thema van de bruid was rond 1900 erg populair in de schilderkunst. Toorop beeldt er drie af, allen gekleed in een sterk belicht wit gewaad, maar elk met een sterk verschillende symboliek: de linkerbruid, keurig gekleed, heeft een onschuldige, bijna vrome, maar ook enigszins angstige uitstraling; de middelste bruid, halfnaakt (en daarmee kwetsbaar) onder een doorschijnende sluier, is gekroond en gereed voor het huwelijk; de rechtse bruid kijkt bijna demonisch uit haar ogen en heeft iets afschrikwekkend. Voor Toorop symboliseren ze ieder voor zich een aspect van de vrouwelijkheid, zoals die ook tot uitdrukking komt in en rondom het huwelijk.
Het werk zit verder boordevol andere symbolische motieven: de witte bloesem centraal vooraan (vruchtbaarheid), bellen van waaruit en waarin de vlechten van de nimfen vloeien, omhoog krullende rookpluimen, gekruiste handen, nonnen die hun blik afschermen, de rozen (reinheid), de lelies (maagdelijkheid, madonna), enzovoort. Niettemin lijkt het decoratieve aspect soms te prevaleren boven de symboliek, met name in de vele herhalingen, de gedetailleerde uitwerking en vloeiende, sierlijke lijnvoering. Ze creëren een extra spanning tussen de drie bruiden, verbondenheid zowel als afstoting, en roepen een suggestie op van geuren en geluid, alsook een verbondenheid met hogere machten.

## Voorafgaande studies

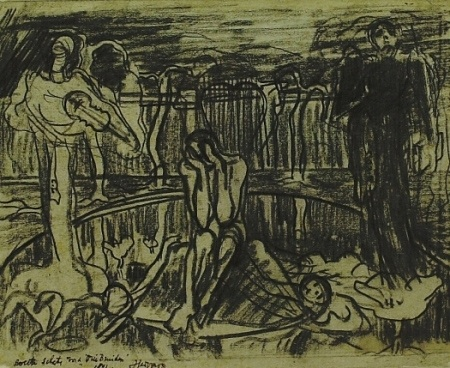
Eerste schets voor De drie bruiden, 1891.
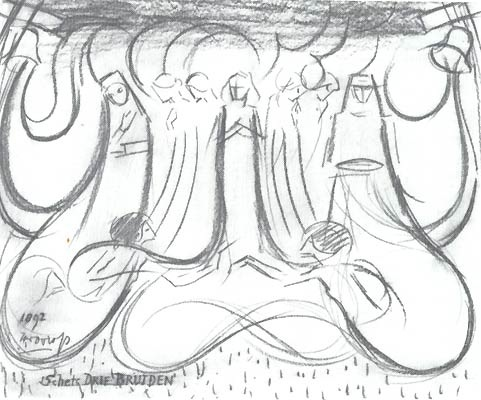
Potloodschets, 1892
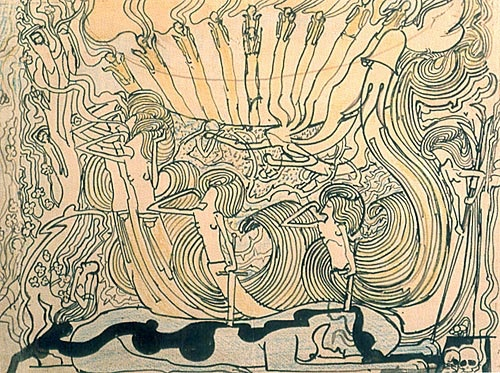
Pentekening, 1892.